# Индо-тихоокеанский птеракл
Индо-тихоокеанский птеракл, или индо-тихоокеанский веерный лещ (лат. Pteraclis velifera) — вид лучепёрых рыб из семейства морских лещей.

## Описание
Длина до 60 см. Чешуей покрыты голова и всё тело. Чешуя большая (на голове и груди мелкая), плотная, с горизонтальной канавкой или выемкой, проходящей по середине чешуи. Голова и туловище сильно сжаты с боков. Тело продолговатое, значительно удлиненное, высокое впереди и постепенно сужающееся и утончающееся кзади. Профиль головы сильно выпуклый. Глаза большие. Рыло короткое и значительно выступает вперед рта. Рот косой, ротовая щель расположена под углом 45°. Зубы мелкие и тонкие, находятся на челюстях, сошнике, нёбных и языке. Ноздрей две пары: передняя ноздря открывается круглым отверстием. Спинной плавник начинается на рыле содержит от 2 до 8 постепенно увеличивающихся в высоту колючих лучей и 50 мягких лучей. Спинной и анальный плавники не покрыты чешуёй, могут полностью складываться, парусовидные, их лучи в сложенном состоянии заходят за окончание хвостового плавника. Хвостовой плавник выемчатый. Брюшные плавники расположены на горле перед грудными плавниками. Кости головы очень тонкие. Плевральные ребра длинные и тонкие, сильно наклонены назад. Плавательный пузырь маленького размера. Пилорических придатков 6.

## Ареал
Населяет южную часть Индийского океана и юго-западную часть Тихого океана.